# Chaussoy-Epagny

Chaussoy-Epagny este o comună în departamentul Somme, Franța. În 1 ianuarie 2022 avea o populație de 587 de locuitori.